# Струков, Сергей Станиславович
Серге́й Станисла́вович Стру́ков (17 сентября 1982, Волгоград, СССР) — российско-казахстанский футболист, нападающий.

## Карьера
Воспитанник волгоградского футбола. В основном составе «Ротора» дебютировал в Премьер-лиге 3 июля 2004 года в домашнем матче с «Рубином», выйдя в стартовом составе, и был заменён на 52 минуте Денисом Зубко. Сыграв после этого ещё один матч в чемпионате, был переведён в фарм-клуб. В 2005 году подписал контракт с липецким «Металлургом», за который провёл два сезона. В 2007 году Струков перебрался в чемпионат Казахстана, перейдя в павлодарский «Иртыш», где его и заметил чемпион страны — «Актобе». В первом же официальном матче на Суперкубок Казахстана с костанайским «Тоболом» Сергей сделал дубль и принёс трофей своей команде. Вместе с «Актобе» дважды становился чемпионом Казахстана, играл в Лиге чемпионов и Лиге Европы. 20 августа 2009 года в гостевом матче на 21 и 32 минутах забил два мяча в ворота «Вердера», но несмотря на это «Актобе» уступил со счётом 3:6. В середине 2010 года по обоюдному согласию расторг контракт с казахстанским клубом и вернулся в Россию, где присоединился к курскому «Авангарду». В феврале 2011 года стал игроком команды «Кайрат». После прихода нового тренера в команду, был вынужден покинуть алматинский клуб, отыграв лишь половину сезона. В январе 2012 года вернулся в павлодарский «Иртыш». А уже летом перешёл в костанайский «Тобол».

## Достижения
- Чемпион Казахстана: 2008, 2009
- Обладатель Кубка Казахстана: 2008
- Обладатель Суперкубка Казахстана: 2008, 2010
- Член бомбардирского Клуба Нилтона Мендеса: 66 голов за казахстанские клубы.

## Статистика в еврокубках
- Лига чемпионов УЕФА 2008/2009: 2 игры
- Лига чемпионов УЕФА 2009/2010: 4 игры
- Лига Европы УЕФА 2009/2010: 2 игры, 2 гола
- Лига Европы УЕФА 2013/2014: 2 игр